# LazyBaby
"LazyBaby" é uma canção gravada pela cantora e compositora estadunidense Dove Cameron, lançada pela Disruptor Records e Columbia Records como single em 2 de abril de 2021. A faixa foi composta pela artista em conjunto com Jonas Jeberg, Marcus Lomax e Melanie Joy Fontana, sendo produzida por Jeberg. Cameron baseou a canção em torno do fim de um relacionamento romântico, mas a rotulou como uma "canção inovadora" em vez de uma canção de término.

## Antecedentes e composição
Falando sobre co-escrever a música com Jonas Jeberg, Marcus Lomax e Melanie Joy Fontana, Cameron gostou que a música pudesse incorporar inúmeras experiências. Ela sentiu que isso torna "LazyBaby" compreensível, uma vez que é uma mistura dos sentimentos das pessoas, que se juntaram para formar uma "narrativa comum". Cameron afirmou que "LazyBaby" é baseado em seu rompimento com o ator escocês Thomas Doherty, já que "sabia que [ela] tinha que escrever uma música sobre isso" e reconhece isso, já que ela sempre aborda suas experiências pessoais através da música. Cameron opinou que "LazyBaby" não é uma música de separação, mas sim uma "música inovadora", onde explicou que não é uma música odiosa ou maliciosa, e que há "uma piscadela dentro de cada letra". Falando sobre o conteúdo lírico, Cameron disse que é sobre ainda amar alguém, mas escolher terminar o relacionamento para "se colocar em primeiro lugar" e "se dar todo o amor que você tinha dado a eles". Cameron observou que escrever uma música como "LazyBaby" foi importante para sua saúde mental. Ela explicou que precisava de uma música para ajudá-la a não "desmoronar em uma pilha de nada". Cameron descreveu "LazyBaby" como uma canção engraçada, uma vez que reformula o coração partido de uma forma que ajuda as pessoas a lidar com isso. Ela o lançou com a intenção de trazer "alegria" e uma música "eufórica". A música é uma mistura entre os gêneros disco e pop, e foi comparada aos trabalhos da cantora britânica Dua Lipa.
Cameron deu a entender o lançamento da música em várias postagens nas redes sociais antes de seu lançamento. Em 25 de fevereiro de 2021, Cameron apresentou uma transmissão ao vivo no Instagram, onde tocou um trecho da música para os espectadores. A música foi descrita pela revista Glamour como "um hino divertido sobre a recuperação após um coração partido". O lançamento de "LazyBaby" foi descrito pelo Gay Times como o "grande retorno" de Cameron à música, já que atua como o single principal de seu próximo projeto. Cameron sentiu que com o lançamento de "LazyBaby", estava marcando um ponto em sua carreira musical onde ela estava lançando músicas "fortes e libertadoras", ao mesmo tempo que se baseava em experiências pessoais e seu passado. Ela explicou que devido às tragédias em sua infância, ela não gosta de canções tristes. A música foi lançada em 2 de abril de 2021, com um vídeo musical dirigido por Jasper Soloff.

## Faixas e formatos
| Download digital e streaming |            |         |  |
| N.º                          | Título     | Duração |  |
| 1.                           | "LazyBaby" | 2:41    |  |